# Hip Hap Hop
Hip Hap Hop byla česká dětská zábavná televizní soutěž vysílaná v 90. letech 20. století. Začala se vysílat v roce 1992 a poslední díl byl odvysílaný na konci roku 1999. Název pořadu sloužil zároveň místo počítání pro synchronizaci „stříhání“ (kámen, nůžky, papír), které zde hrálo roli rozlosování před soutěžemi. Soutěžila vždy tři smíšená dvoučlenná družstva: modří (švestky), červení (jablka) a žlutí (hrušky). Soutěžilo se v několika disciplínách, např. memorování políček s obrázky, skládání hlavolamů nebo vědomostní kvíz. V polovině hry bylo nejslabší družstvo vyřazeno. Finálovou hrou byla košanda pro zbylá dvě družstva. Členové vítězného družstva se pak utkali mezi sebou v hádání postupně odkrývaného obrázku. Vítězný soutěžící se posadil do „sprchovacího koutu“, kde odpovídal na trojici otázek. Měl-li všechny odpovědi správné, snesly se na něj „kuličky štěstí“, v opačném případě byl pokropen vodou.
Pořad nejprve moderoval Roman Svoboda, poté Petr Horký, v posledních letech pak Eva Brettschneiderová (později Machourková).

## Tvůrci
- Režie: Eugen Sokolovský mladší
- Moderátorka: Eva Brettschneiderová

## Satirizování a parodování pořadu
V pořadu často opakované věty typu Modří už vědí se staly v roce 1993 základem kresleného vtipu Marka Setíkovského v časopise Sorry, který zobrazoval fiktivní scénu z této soutěže. Na síti obrazovek byla jako obrázek zčásti odkryta vulgární kresba (symbol vulvy).
Stejná věta byla parodována v silvestrovském dílu satirického seriálu Česká soda jako Hnědí už vědí, kde hnědá byla současně odkazem na hnědé košile.